# Ucacha
Ucacha est une localité du département de Juárez Celman, dans la province de Córdoba en Argentine. Sa population s'élevait à 4747 habitants le 19 avril 2011.

## Geographie
Ucacha est situé à 265 km au sud-est de Córdoba.

## Personnalités d'Ucacha
- Fabricio Burtos, né le 28 avril 1996, est un footballeur international argentin.
- Luis Bustamante, né le 11 décembre 1985, est un footballeur argentin.
- Santiago Colombatto, né le 17 janvier 1997, est un footballeur argentin.